# Rue de Verdun (Nancy)
Pour les articles homonymes, voir Rue de Verdun et Verdun (homonymie).
La rue de Verdun est une voie de la commune de Nancy, dans le département de Meurthe-et-Moselle, en région Lorraine.

## Origine du nom
Le nom de la voie fait référence à la ville de Verdun et la bataille meurtrière qui s'y déroule en 1916, durant la Première Guerre mondiale.